# Samuel Silvera
Samuel Silvera (* 25. Oktober 2000 in London, England) ist ein australisch-englischer Fußballspieler.

## Karriere

### Klub
Ab 2017 spielte er für die zweite Mannschaft der Western Sydney Wanderers in der NSW League One und wurde hier als Spieler des Jahres ausgezeichnet. Nachdem sein Vertrag bei den WSW geendet hatte, kam er zur Saison 2019/20 bei den Central Coast Mariners unter. Nach einem erfolgreichen Probetraining bekam er dort auch einen Vertrag und machte sein Debüt in der A-League dann im Oktober 2019. Zum Start der Saison 2020 hatte er dann zudem noch ein Probetraining beim MLS-Franchise Los Angeles FC, welches jedoch nicht mit einem neuen Vertrag endete.
Dafür verließ er die Mariners dann im September 2020 trotzdem, ging aber nach Europa, wo er in Portugal nun bei Paços de Ferreira einen Vertrag unterschrieb. Für den Klub spielte er aber nie, sondern wurde gleich direkt weiter an den Casa Pia AC verliehen. Sein erstes Spiel in der nationalen zweiten Liga, machte er dann am 19. September 2020. Bis Anfang 2021 kam er dann aber nur drei weitere Male jeweils zu Einsätzen. Anschließend ging es dann sogar weiter runter in die dritte Liga per Leihe zu Sanjoanense.
Über eine dritte Leihe kehrte er dann wieder nach Australien zurück und spielte so von August 2021 bis Juni 2022 für die Newcastle United Jets, dieser Wechsel wurde von der Fanszene der Mariners nicht gerne gesehen, weil Newcastle für sie aufgrund einer langanhaltenden Rivalität als bedeutender Gegner feststeht. Nach 19 Spielen bei Newcastle sowie einem Tor, welches er ausgerechnet gegen WSW, bei welchen er ja zuvor bereits in der Reserve aktiv war, erzielte, kehrte er im Sommer 2022 wieder fest nach Australien zurück und unterschrieb erneut bei den Mariners.
Zur Saison 2023/24 kehrte er noch einmal nach Europa zurück, wo er nun beim englischen Zweitligisten Middlesbrough unterschrieb. Sein Debüt dort folgte dann am 5. August 2023 bei einer 0:1-Niederlage gegen den FC Millwall, wo er zur 69. Minute für Hayden Coulson eingewechselt wurde.

### Nationalmannschaft
Im September 2019 machte er seinen ersten Einsatz für die australische U-23. Zu seinem Debüt in der A-Nationalmannschaft kam er anschließend am 9. September 2022 bei einem 2:2-Freundschaftsspiel gegen Mexiko. Nach weiteren Freundschaftsspielen war er dann auch bei der Asienmeisterschaft 2024 dabei, wo er in den ersten beiden Gruppenspielen eingewechselt wurde.